# Adel i Sverige
Adelen har i Sverige været en samfundsklasse, der har fået visse arvelige privilegier fra staten. Indtil 1866 var adelen således den højeste klasse på Sveriges standsriksdag. Adelen består i Sverige som et unikt retssubjekt, men dens sidste symbolske privilegier blev afskaffet, da Riddarhusordningens position som officiel forfatning ophørte 1. juli 2003. Den svenske adel er meget talrigere end den danske (omtrent 900 slægter), og den udøver i samfundslivet en langt større indflydelse.
Der skelnes mellem introduceret og ikke-introduceret adel. Med »introduceret« menes, at svenske adelsslægter er introduceret på Riddarhuset og opført i dets lister. De introducerede er medlemmer af Riddarhuset. Mange ointroducerade er medlemmer af Ointroducerad Adels Förening.
Den svenske adels position blev formaliseret ved Alsnö stadga (forordning) i 1280, og dens indflydelse kulminerede i stormagtstiden i 1600-tallet. Karl XI's "reduktion" hen imod slutningen af dette århundrede gav imidlertid adelen et knæk. I 1700-tallet blev adelens stilling i samfundet gradvist undergravet af økonomiske og samfundsmæssige forandringer. I 1809 blev statslige embeder åbnet for også ikke-adelige og i 1866 ophørte adelen med at være en egen stand på Riksdagen. I 1902 blev Sven Hedin den sidste person, der blev adlet i Sverige, og i 1975 blev kongens formelle ret til at udstede adelsprivilegier afskaffet.
Den svenske adels valgsprog er Arte et Marte.

## Middelalderen
Adelen i Sverige kan føres tilbage til Magnus Ladelås, der 1280 tilstod sine mænd og enhver, der ville gøre krigstjeneste til hest, skattefrihed. Under de indbyrdes stridigheder i kongeslægten voksede adelen dog hurtig i selvstændighed og indflydelse. Det kgl. Råd blev til Rigets Råd, adelen blev indehaver af alle embeder og nyttede sin stilling til i stor målestok at tilegne sig jordegods. Dronning Margrete forstod vel at trænge den stærkt tilbage; men da Unionskrigene begyndte, blev adelen det svenske folks forkæmper mod Danmarks overherredømme, og i 15. århundrede var den vel mindre rig end den danske adel, men langt indflydelsesrigere i politisk henseende. Denne adels første storhedstid endte brat; Christian II og Det Stockholmske Blodbad udrettede her det samme som Grevens Fejde i Danmark, og adelen bøjede sig for den kraftige Gustav Vasa. Forbundet med kongemagten bragte dog snart adelen stor vinding.

## Den svenske stormagtstid
Allerede Erik XIV indførte 1561 grever og friherrer i Sverige, støttede på arvelig forlening med krongods; i det følgende århundrede gav rigets stormagtsstilling højadelen lejlighed til at vinde både anseelse og rigdomme. Adelen afsluttede sig nu helt som fødselsadel, ganske vist stedse forøget ved kgl. nyadlinger; på rigsdagene udøvede adelen den afgørende indflydelse, og den blev organiseret ved Ridderhusordningen 1626, hvorefter adelen faldt i tre klasser, herrer (d. e. grever og friherrer), riddere og svende; hver klasse havde én fællesstemme, således at højadelen helt havde overvægten. Under dronning Christina og formynderregeringen for Carl XI nåede adelen sit højdepunkt; medens den under Gustav Vasa kun havde ejet 1/6 af Sveriges jord, sad den nu inde med måske 5/6 som ejendom eller arvelen. Den svenske højadel blev dog fuldstændig knækket af Carl XI, der politisk tog magten fra rigsrådet og ved sine »reduktioner« økonomisk ødelagde stormændene.

## Frihedstidenog senere
Lavadelen derimod sympatiserede med kongen, og dens indflydelse blev derefter den afgørende i Frihedstiden (1719-1772); den politiske ulighed mellem adelens klasser udjævnedes ved, at der nu på Ridderhuset stemtes efter hoveder, og på Rigsdagen var adelen den ledende, en adel, bestående frem for alt af embedsmænd og officerer. Endnu efter forfatningen af 1809 havde adelen sin plads som den første af rigets fire stænder, og dette vedvarede til den ny Rigsdagsordning af 1866. I Finland oprettedes efter adskillelsen fra Sverige et finsk ridderhus (1818) efter svensk model (se adel i Finland).